# Dinko Jukić
Dinko Jukić (* 9. Jänner 1989 in Dubrovnik, SFR Jugoslawien) ist ein ehemaliger österreichischer Schwimmprofi. Die bevorzugten Strecken des 191 cm großen Schwimmers sind die Lagenstrecken, beziehungsweise die 200 m Schmetterling. Er schwimmt für den Wiener Verein SC Austria Wien.

## Sportlicher Werdegang

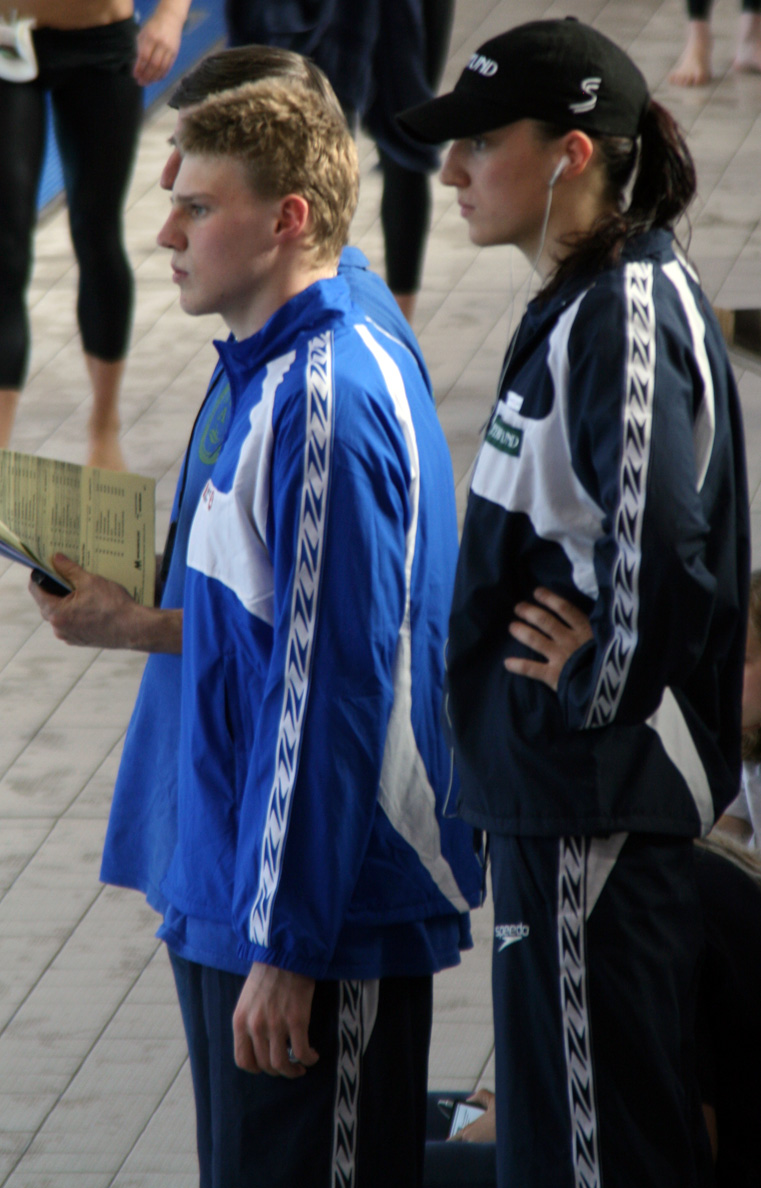
Die Geschwister Dinko und Mirna Jukić (Wien 2008)

Zu schwimmen begann Jukic schon 1993 in Kroatien, ehe er 1999 nach Österreich übersiedelte. Trainiert wird er von seinem Vater Željko. Seine Schulzeit absolvierte er im BRG Marchettigasse. Aufgrund seiner außerordentlichen schulischen Leistungen konnte er eine Klasse überspringen und schon 2007 maturieren.
Besondere Aufmerksamkeit genoss er anfangs vor allem durch die Tatsache, dass er der jüngere Bruder der äußerst erfolgreichen österreichischen Schwimmerin Mirna Jukić (* 1986) ist. Das erste Mal zeigte er 2005 bei den Olympischen Jugendtagen der Öffentlichkeit sein Potenzial, als er zweimal Gold gewann. Erfolgreich ging es dann 2006 bei den Jugend-Schwimmweltmeisterschaften  in Rio de Janeiro weiter, als er über 400 m Lagen und über 200 m Schmetterling jeweils die Goldmedaille erschwamm. Bei den Schwimmeuropameisterschaften 2006 in Budapest war Jukićs beste Platzierung ein 15. Rang über 200 m Lagen. In Melbourne belegte er bei den Schwimmweltmeisterschaften 2007 über 200 m Lagen den 20. und über 200 m Schmetterling den 22. Platz. Bei den Kurzbahneuropameisterschaften 2007 in Debrecen wurde er Neunter (200 m Lagen), beziehungsweise Zehnter (400 m Lagen).
Nur zwei Jahre nach seinem 15. Platz in Budapest wurde er sensationell Zweiter über die 200 m und Vierter über die 400 m Lagen bei den Europameisterschaften 2008 in Eindhoven. Außerdem erschwamm er mit der 4 × 200-m-Freistilstaffel (gemeinsam mit Markus Rogan, David Brandl und Dominik Koll) die Bronzemedaille. Im April 2008 wurde Dinko Jukić bei den Kurzbahnweltmeisterschaften 2008 in Manchester Vierter über die 400 m und Fünfter über die 200 m Lagen. Durch die spätere Aberkennung des dritten Platzes von Ioannis Drymonakos wegen Dopings wurde Jukić nachträglich die Bronzemedaille zuerkannt. Im Dezember 2008 gewann er bei den Kurzbahneuropameisterschaften in Rijeka Gold über 400 m Lagen und Silber über 200 m Schmetterling. Bei den Schwimmweltmeisterschaften 2009 verbesserte er im Vorlauf über 200 m Schmetterling seinen österreichischen Rekord. Im Finallauf konnte er diese Zeit nicht mehr erreichen und belegte den sechsten Rang.
Im Oktober 2011 wurde er in einem Doping-Verfahren der Nationalen Anti-Doping Agentur (NADA) freigesprochen. Ihm war falsches Verhalten bei einer Kontrolle vorgeworfen worden, der Fall wurde dann als „missed test“ eingestuft.
Bei den Olympischen Sommerspielen 2012 in London erreichte er in den Schwimmbewerben über 200 m Schmetterling den vierten Platz.
Am 29. August 2012 wurde Dinko Jukić vom OSV wegen Beleidigung von OSV-Funktionären bei den Europameisterschaften in Debrecen für 12 Monate von allen nationalen und internationalen Bewerben gesperrt, davon 10 Monate unbedingt. Für den Fall einer solchen Sperre hatte Jukić vorab sein Karriereende angekündigt.
Im April 2013 war Jukić für eine Dopingkontrolle nicht erreichbar. Zuerst als „missed test“ eingestuft, wurde Jukić später freigesprochen, weil sein Klub der SC Austria Wien vorher wegen nicht bezahlter Beiträge vom OSV ausgeschlossen worden war und er deswegen kein Sportler im Sinn der Anti-Doping-Bestimmung war. Im August 2014 verpasste Jukić wieder eine Dopingkontrolle. Auch dieser Fall wurde nicht als „missed test“ gewertet, weil ein Sonderstartrecht entzogen worden war und er deswegen kein OSV-Schwimmer war.

## Politischer Werdegang
Im Jahr 2010 war Jukić Kandidat der Österreichischen Volkspartei (ÖVP) für die Landtags- und Gemeinderatswahl in Wien.
Er trat im Bezirk Meidling an, das geplante Grundmandat erreichte er nicht.

## Erfolge
- 2 × Goldmedaille,
2 × 4. Platz: Olympische Jugendtage 2005
- 2 × Goldmedaille (200 m Schmetterling und 400 m Lagen): Jugend-Schwimmweltmeisterschaften 2006, Rio de Janeiro
- 15. Platz (200 m Lagen),
21. Platz (400 m Lagen),
24. Platz (200 m Schmetterling),
35. Platz (100 m Schmetterling)
- 5. Platz (200 m Schmetterling),
9. Platz (200 m Lagen),
10. Platz (400 m Lagen): Kurzbahneuropameisterschaften 2007, Debrecen
- 1 × Silbermedaille (200 m Lagen),
1 × Bronzemedaille (4 × 200 m Freistilstaffel),
4. Platz (400 m Lagen),
30. Platz (200 m Schmetterling): Schwimmeuropameisterschaften 2008, Eindhoven
- 3. Platz (400 m Lagen): Kurzbahnweltmeisterschaften 2008, Manchester
- 4. Platz: Mare Nostrum 2008,
Monte Carlo (1. Platz: 200 m Schmetterling),
Barcelona (1. Platz: 200 m Schmetterling),
Canet (2. Platz: 200 m Schmetterling)
- 4. Platz: (200 m Schmetterling): Olympische Sommerspiele 2012, London

## Rekorde

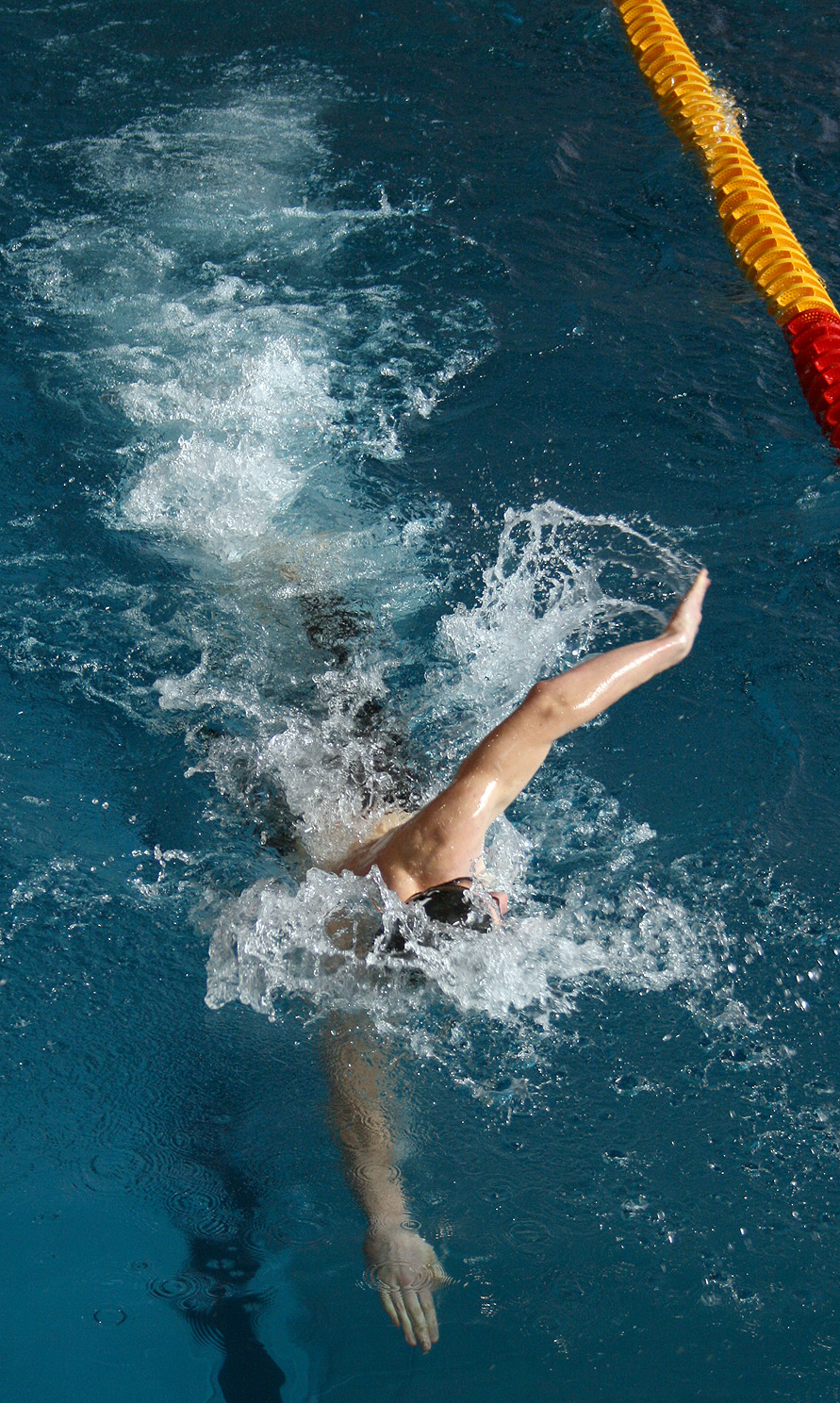
Dinko Jukic beim 19. Internationalen Austria-Meeting (Wiener Stadthalle 2008)

| Österreichische Rekorde (7)    | Österreichische Rekorde (7) | Österreichische Rekorde (7) | Österreichische Rekorde (7) |
| ------------------------------ | --------------------------- | --------------------------- | --------------------------- |
| 100 m Schmetterling            | 00:51,99 min                | 2. August 2012              | London                      |
| 200 m Schmetterling            | 01:54,35 min                | 31. Juli 2012               | London                      |
| 400 m Lagen                    | 04:15,48 min                | 9. August 2008              | Peking                      |
| 100 m Freistil (Kurzbahn)      | 00:48,19 min                | 18. Jänner 2015             | Linz                        |
| 100 m Schmetterling (Kurzbahn) | 00:50,65 min                | 20. Dezember 2008           | Wien                        |
| 200 m Schmetterling (Kurzbahn) | 01:50,32 min                | 12. Dezember 2009           | Istanbul                    |
| 400 m Lagen (Kurzbahn)         | 04:03,01 min                | 12. Dezember 2008           | Rijeka                      |

## Auszeichnungen
- 2009: Goldenes Verdienstzeichen der Republik Österreich[11]